# معركة السود
```
معركة السود
 أو 
معركة العبيد
 كانت صراعًا في 
القاهرة
 وقع أثناء صعود صلاح الدين في مصر، في الفترة من 21 إلى 23 آب 1169، بعد انقلابه على الحُكم الفاطمي
[
5
]
. كانت المعركة بين أطياف من 
السود الأفارقة
 الذين ربما خدم بعضهم في 
الجيش الفاطمي
 مع مواطنين ومدنيين مصريين وأرمن وبربر مؤيدين 
للفاطميين
، والقوات السورية السنية الموالية 
للوزير
 الفاطمي 
صلاح الدين
.
 أدى صعود صلاح الدين إلى منصب الوزير، وتهميشه للخليفة الفاطمي 
العاضد
، إلى إثارة استياء النخب الفاطمية التقليدية، بما في ذلك أفواج الجيش، حيث اعتمد صلاح الدين بشكل أساسي على سلاح الفرسان 
الكردي
 
والأتراك
 الذين جاءوا معه من سوريا، وبعكس الجيش الفاطمي الذي كان متعدد المذاهب من سنة، وشيعة؛ فقد كان جيش صلاح الدين من السنة الأصولية الذين أملوا في إزالة 
قرن الشيعة
. ووفقًا للمصادر التي تعود إلى العصور الوسطى، والتي تميل إلى صلاح الدين لذلك قد تكون مُتحيزة، فإن هذا الصراع أدى إلى محاولة من 
مشرف القصر
[الإنجليزية]
 المُسمى 
مؤتمن الخليفة
، للدخول في اتفاق مع 
الصليبيين
 ومهاجمة قوات صلاح الدين بشكل مشترك للتخلص منه. وأن صلاح الدين علم بهذه المؤامرة، فأعدم مؤتمن الخليفة في 20 آب. شكك المؤرخون المعاصرون في صحة هذا التقرير، مشتبهين بأنه ربما كان مُختلقًا لتبرير مذبحة وتحرك صلاح الدين اللاحق ضد القوات الفاطمية والمدنيين الموالين لهم.
```

أثار هذا الحدث انتفاضة قوات الأفارقة السود التابعة للجيش الفاطمي والذين بلغ عددهم 50000 رجل، حيث كان صلاح الدين يُطبق عليهم قبل هذه الحادث بقوات كردية وتركية، وقد انضم إليهم الجنود الأرمن وسكان القاهرة المصريين ومدنيون بربر في اليوم التالي. وقد استمرت الاشتباكات لمدة يومين، حيث هاجم الثوار الفاطميون في البداية قصر الوزير، لكنهم طُردوا إلى الساحة الكبيرة بين القصور الفاطمية الكبرى. وهناك بدا أن الثوار وحلفاؤهم يكتسبون اليد العليا حتى خرج الخليفة الفاطمي العاضد ضدهم علنًا الذي ربما كان خائفًا عليهم وعلى عائلته من السوريين، وفي ذات الوقت أمر صلاح الدين بحرق بيوتهم وربط عائلاتهم فيهم، وقد كانت بيوتات الأفارقة تقع جنوب القاهرة خارج سور المدينة، فلم يعلم الأفارقة بذلك إلا مع صراخ الناجين المحروقين من أهاليهم. مما أدى إلى انكسار الأفارقة السود وانكشاف كامل الثوار الأرمن والبربر والمصريين فتراجعوا جميعًا في حالة من الفوضى إلى الجنوب، حتى حوصروا بالقرب من بوابة باب زويلة، حيث استسلموا وسُمح لهم بعبور النيل إلى الجيزة. وعلى الرغم من وعود السلامة، فقد تعرضوا للهجوم وأبادهم توران شاه (شقيق صلاح الدين)؛ ويعتقد بعض المؤرخين أن عدم إيفاء الأيوبيين بوعودهم ربما كان بسبب خوفهم من انتفاضة أخرى تكون انتقامية شخصية هذه المرة.
كانت هذه الهزيمة للثوار المؤيدين للفاطميين نقطة تحول في تاريخ مصر والعالم الإسلامي، إذ أزالت الدعم العسكري الرئيس للنظام الفاطمي، وعززت مكانة صلاح الدين الأيوبي كحاكم فعلي لمصر. وتُوِّج هذا بفرض الهيمنة السنية على مصر، وملاحقة ضخمة للشيعة ومؤيديهم، وخلع الخلافة الفاطمية في أيلول 1171 م. وأسس صلاح الدين الأيوبي مكانها سلالته الأيوبية. وقد فرّ معظم الناجين من مذبحة عام 1169 م إلى صعيد مصر، حيث انضموا إلى الانتفاضات الفاشلة المؤيدة للفاطميين في السنوات اللاحقة.

## صعود صلاح الدين إلى السلطة في مصر
في ستينيات القرن الثاني عشر، واجهت الخلافة الفاطمية المتدهورة في مصر غزوات من مملكة القدس الصليبية، واضطرابات داخلية، وتدخل الحاكم السني القوي لسوريا، نور الدين، الذي أرسل قائده شيركوه إلى مصر. انتهت المناورات السياسية والعسكرية المعقدة التي تلت ذلك في كانون الثاني 1169 بتعيين شيركوه وزيرًا من الخليفة الفاطمي العاضد. عندما توفي شيركوه بعد ذلك بوقت قصير، في 23 آذار 1169، تم اختيار ابن أخيه صلاح الدين كمرشح تسوية من الفصائل المختلفة في الجيش السوري ليحل محله.
كان وضع صلاح الدين بعيدًا كل البعد عن الاستقرار. بلغ عدد قوات شيركوه السورية بضعة آلاف، وكانت قوتها غير مؤكدة. لم يكن بإمكان صلاح الدين الاعتماد إلا على ولاء القادة الأكراد التابعين لشيركوه، في حين أن قادته الأتراك، الغيورين على صعوده السريع، قد ينشقون عنه. في الوقت نفسه، وجد صلاح الدين نفسه رئيسًا لحكومة دولة إسماعيلية اسميًا، بينما كان هو نفسه سنيًا يقود جيشًا سنيًا، بالإضافة إلى كونه تابعًا لنور الدين، الذي كان دفاعه عن القضية السنية ضد الإسماعيليين الشيعة معروفًا جيدًا. كانت نية صلاح الدين في إلغاء النظام الفاطمي واضحة منذ البداية، وكان من المحتم أن تعارضه الفصائل المختلفة ومجموعات السلطة داخل المؤسسة الفاطمية، وخاصة داخل القصر. كان الخلفاء الفاطميون، على الرغم من عجزهم السياسي تقريبًا، شخصيات رمزية مهمة، ومصادر للشرعية، ويتحكمون في موارد مالية هائلة.
أجبر هذا صلاح الدين على توخي الحذر في البداية، وبذل جهدًا جادًا لإقامة علاقات جيدة مع العديد وتعزيز صورة عامة للوئام بين الاثنين. أثار هذا استياء نور الدين، الذي شكك في دوافع صلاح الدين ورفض الاعتراف بمنصبه الجديد. ومع ذلك، من أجل حماية الموقف السوري في مصر والحماية من غزو صليبي آخر، أرسل نور الدين في 3 تموز 1169 قوات جديدة إلى مصر، تحت قيادة توران شاه (شقيق صلاح الدين الأكبر). وصلوا إلى القاهرة في 29 تموز.

## مؤامرة المؤتمن
في غضون ذلك، بدأ صلاح الدين تدريجيًا في الابتعاد عن النظام الفاطمي، بدءًا من إدخال اسم نور الدين في صلاة الجمعة بعد الخليفة العاضد. حُوِّل دور العاضد إلى دورٍ شرفيّ، بل أُهين علنًا عندما دخل صلاح الدين القصر على صهوة جواد (لم تكن الخيول تدخل القصر، ولم يكن حتى الوزراء يفعلون ذلك). كما بدأ صلاح الدين يُفضّل قواته السورية علنًا، مانحًا إياهم إقطاعات عسكرية نظير معيشتهم، بينما سحب إقطاعيات مماثلة من القادة الفاطميين.
أثارت هذه التحركات معارضة النخبة الفاطمية، التي احتشدت خلف مشرف القصر الأفريقي الأسود في قصور الخلافة مؤتمن الخليفة. ووفقًا لمؤرخي العصور الوسطى غير المعاصرين للأحداث، اتصل مؤتمن بالصليبيين، ودعاهم لغزو مصر. وبالتالي أُجبر صلاح الدين على مواجهتهم، وترك القاهرة. وسمح هذا لمؤتمن وأنصاره بشن انقلاب لخلعه، ثم ضرب قوات صلاح الدين من الخلف بينما كان يواجه الصليبيين. ولهذا الغرض، ورد أن مؤتمن استخدم رسولًا يهوديًا، أثار الشكوك في رجال صلاح الدين لأن نعاله الجديدة اصطدمت بالخرق التي كان يرتديها بخلاف ذلك. ولكنه قُبض عليه، واكتُشفت رسائل مؤتمن إلى الصليبيين. وتحت التعذيب، كشف الرسول عن مكائد سيده، وقد شكّك في هذه الرواية المؤرخون الحديثون لسببين: مناسبته الشديدة وتبريرها للإقدام على مذبحة، وعدم وجودها في كتابات وروايات المؤرخين المعاصرين لصلاح الدين مثل عماد الدين الأصفهاني.
أُبلغ صلاح الدين بالمؤامرة، لكنه لم يتحرك فورًا. ولما علم مؤتمن باعتراض رسوله، التزم الحذر لبعض الوقت ولم يغادر القصر الآمن. وفي 20 آب، شعر أخيرًا بالأمان الكافي لمغادرة القاهرة إلى ضيعته. وعلى الفور، قبض رجال صلاح الدين على مؤتمن وأعدموه، وأُحضر رأسه المقطوع إلى سيدهم.
على الرغم من أن المصادر التي تعود إلى العصور الوسطى تُجمع على رواية مؤامرة المؤتمن، إلا أن المؤرخين المعاصرين يُشككون في أن المؤامرة قد وقعت كما هو مُوصوف. يُشير كلٌّ من إم سي ليونز ودي إي بي جاكسون، بالإضافة إلى ليف، إلى أن الكشف عن الرسول من خلال صندليه غير المتطابقين هو أسلوب أدبي خيالي شائع، وأن اللحظة التي تلت وصول تعزيزات توران شاه كانت مناسبةً بوضوح لتصفية الحسابات مع أعداء صلاح الدين. تُشير مصادر أخرى من العصور الوسطى إلى أن صلاح الدين قد سعى للحصول على رأي قانوني يسمح له بعزل العاضد وحتى إعدامه باعتباره عدوًا للدين، ونيته في التحرك ضد الفاطميين واضحة. يعتقد ليف أن القصة بأكملها لم تكن أكثر من اختراع أدبي من المؤرخين اللاحقين، الذين فضلوا صلاح الدين بسبب مذهبه وبرروا له مذابحه في كل من لم يكن سنيًّا، ليس فقط لتبرير التخلص من المؤتمن والقوات الأفريقية السوداء كمقدمة لخلع الأسرة الفاطمية، ولكن حتى تقديمها كعمل دفاعي بحت نيابة عن صلاح الدين. قام أحد كبار مسؤولي صلاح الدين والمدافعين عنه، القاضي الفاضل، بإضفاء الشرعية على قمع القوات الأفريقية السوداء وحلفائهم الأرمن والمواطنين المصريين من خلال صياغته في مصطلحات دينية، باعتباره صراعًا ضد الكفار المسيحيين (الأرمن والمواطنين المصريين) والوثنيين (الأفارقة السود) والخوارج (البربر).

## انتفاضة وهزيمة القوات الأفريقية السوداء

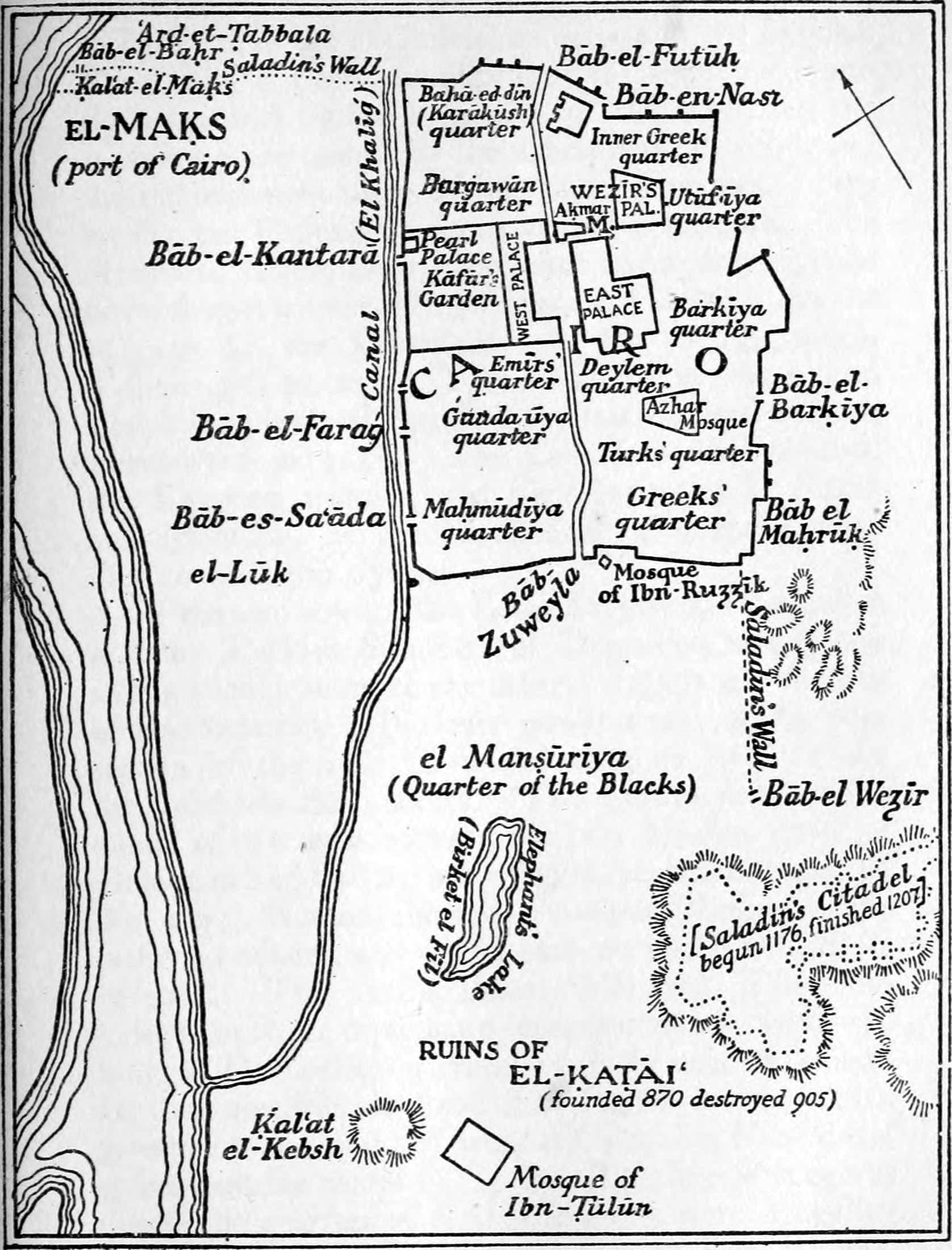
مخطط القاهرة الفاطمية كما أعاد بناءه ستانلي لين بول، يوضح التخطيط التقريبي للمدينة وموقع القصور

مهما كانت الحقيقة، فقد أثار خبر مقتل مؤتمن انتفاضة في اليوم التالي للقوات الأفريقية السوداء المتمركزة في القاهرة، والتي اعتبرت مؤتمن ممثلًا ومدافعًا عن مصالحها. كان الأفارقة السودان  يعملون في مصر منذ فترة طويلة كجنود. وبحلول ذلك الوقت، ورد أنهم بلغوا 50000 رجل وشكلوا الدعامة الأساسية لمشاة الجيش الفاطمي، إلى جانب القوات الأرمنية والبربرية. كانت المعركة التي تلت ذلك دامية، مع خسائر فادحة في كلا الجانبين، واستمرت لمدة يومين.
تجمعت القوات الأفريقية السوداء في الساحة بين قصور الخلافة وقصر الوزير (دار الوزارة)، وانضمت إليها قوات فاطمية أخرى وقاهريون عاديون. عندما جاء توران شاه لإبلاغ صلاح الدين بتجمع أعدائهم، ورد أن صلاح الدين اتخذ موقفًا سلبيًا، في انتظار معرفة من سيدعم الخليفة. يقترح إم سي ليونز و دي إي بي جاكسون أن هذا كان قرارًا تكتيكيًا، تاركًا القتال المباشر لتوران شاه بينما أبقى نفسه في الاحتياط. معًا، هاجم الأفارقة السود وحلفاؤهم دار الوزارة، لكن أوقفتهم قوات توران شاه، بينما أحضر صلاح الدين على عجل فوج صلاحياته الذي تم رفعه حديثًا إلى المعركة. وانتقلت الاشتباكات إلى الساحة الكبيرة الواقعة بين قصور الخلافة، بين القصرين، حيث انضم إلى الأفارقة السود الرماة الأرمن المخيفون، بينما كان الخليفة العاضد يراقب من جناح على برج في أسوار القصر، ربما بقلق وربما تحت تهديد السلاح.
في البداية، بدا أن قوات المتمردين قد انتصرت، دافعةً السوريين إلى الوراء. وبدأت قوات القصر برشق جنود صلاح الدين بالحجارة والسهام، مع أن المصادر تُشير إلى أنه من غير الواضح ما إذا كان ذلك قد حدث بأمر من العاضد أم لا. وإيمانًا منه بأن الخليفة قد انقلب على السوريين، أمر توران شاه بسكب النفاطين على جناح الخليفة. وقبل أن يتمكنوا من إطلاق النار، ظهر رسول من العاضد عند بوابة البرج حيث الجناح، وصاح بصوت عالٍ على توران شاه، مشجعًا إياه على قتال "الكلاب المستعبدة" حتى طردهم من البلاد. استاءت القوات الأفريقية السوداء، التي اعتقدت أنها كانت تقاتل دعمًا للخليفة، من هذه الخيانة العلنية، ويئست؛ وهذا كان موقفًا غريبًا من الخليفة الفاطمية الذي إما هو أو أفراد عائلته تحت تهديد السلاح أو أَمِل في أن صلاح الدين لن ينقلب على الحُكم.
في الوقت نفسه، أرسل صلاح الدين بعض قواته إلى حي المنصورة، جنوب بوابة باب زويلة، حيث كانت منازل الأفارقة السود. وهناك أشعلوا النار في الحي، وهاجموا نساء وأطفال الأفارقة السود، وربطوهم واغتصبوهم وأحرقوهم. وعند سماعهم أنباء هذا الهجوم على عائلاتهم العزل، انكسر الأفارقة السود وبدأوا في التراجع إلى باب زويلة. احتلت احتياطيات صلاح الدين الشوارع الجانبية، مما أجبر الأفارقة السود على التراجع إلى أسفل الطريق الرئيس وحرمهم من أي قدرة على التهرب عبر الشوارع الجانبية أو استخدامها لتطويق مطارديهم. لم يقدم الأفارقة السود سوى مقاومة عرضية في المنازل المعزولة، والتي غالبًا ما أحرقها السوريون المطاردون ببساطة. حاول بعض الرماة الأرمن وقف تقدم السوريين، لكن ثكناتهم، الواقعة بالقرب من القصور الفاطمية، أُحرقت أيضًا، مما أسفر عن مقتلهم جميعًا وتلا ذلك مذبحة كبرى للمواطنين المصريين والبربر الذين دعموا الثوار.
ولم يتمكن الأفارقة السود من الهروب من المدينة: ففي سوق بائعي السيوف، على بعد حوالي 550 متر (1,800 قدم) شمال باب زويلة، وجدوا أنفسهم محاصرين من جميع الجهات. وعندما اُقتِيدُوا أخيرًا إلى باب زويلة، وجدوا أبوابه مغلقة، فوافقوا على الاستسلام. وافق صلاح الدين، شريطة أن يغادروا القاهرة، ومنحهم ممرًا آمنًا إلى الجيزة على الضفة الأخرى من النيل شريطة تسليمهم أسلحتهم. وهناك، هاجم توران شاه الأفارقة السود وقتلهم، ولم ينجُ منهم إلا القليل.

## النتائج
كان الصراع، المعروف في السجلات العربية باسم "معركة السود" أو "معركة العبيد"، ، وفقًا للمؤرخ يعقوب ليف، "الحدث الأكثر أهمية في صعود صلاح الدين إلى السلطة في مصر". وفي أعقاب ذلك، شرع صلاح الدين في السيطرة على الجهاز الإداري وتثبيت أتباعه السوريين وعائلته المباشرة في مناصب حرجة، وتهميش دور المصريين الذين حاول الفاطميون دمجهم في السياسة ومناصب الدولة. اُستبدل المؤتمن بخصي أبيض، وهو صديق صلاح الدين المقرب بهاء الدين قراقوش، وفُصل جميع الخصيان الأفارقة السود الآخرين من خدمة القصر. استولى رجال صلاح الدين على ممتلكات القوات الأفريقية والأرمنية السوداء المطرودة، سواء في القاهرة أو في جميع أنحاء مصر. بدأ صلاح الدين في إيواء ضباطه وقواته في الممتلكات الخالية في القاهرة، بينما تم تسوية حي المنصورة بالأرض وتحويله فيما بعد إلى حديقة.
أدى دور العاضد الفاطمي غير الواضح في الاشتباكات إلى جعله موضع شك في نظر قادة صلاح الدين وربما كان موته غير طبيعيًّا. فقد حُرم من أي قوات موالية، وخضع لمراقبة دقيقة في قصره من قراقوش، وأصبح تحت رحمة صلاح الدين تمامًا. مهّد انتصار صلاح الدين الطريق لهجوم تدريجي بلا هوادة على النظام الفاطمي نفسه، والذي امتد على مدار الأعوام 1170-1171. فغُير الشكل الشيعي للأذان إلى الشكل السني في 25 آب 1170 م، وأُلغيَت جلسات المحاضرات العامة للعقيدة الإسماعيلية. وحل السنة محل الشيعة الإسماعيليين في جميع المناصب القضائية، بما في ذلك منصب القاضي؛ وحرق كل المخطوطات الشيعية، واستولى على دُور عبادتهم وتعليمهم فسوّى دار الحكمة بالأرض واستولى على الجامع الأزهر. بلغت هذه السياسة ذروتها في 10 أيلول 1171، عندما أُعلن عن اسم الخليفة العباسي السني المستضيء، بدلًا من العاضد، في صلاة الجمعة. وقد انتهت الدولة الفاطمية، بموت العاضد الغامض بعد أيام قليلة، في 13 أيلول 1171، بعد مرض قصير. دخل المصريون الإسلام بسبب جهود الدعوة الإسلامية حيث قبل الدولة الفاطمية لم يكن المسلمون في مصر هم الأغلبية، وبالتالي كانت الأغلبية المصرية من الشيعة الإسماعيلية، وبعد وفاة الخليفة العاضد تعرض المجتمع الإسماعيلي في مصر للاضطهاد من نظام صلاح الدين الأيوبي الجديد، وقد خُير عدد كبير منهم بين القتل أو اعتناق المذهب السني، بينما وُضع أفراد الأسرة الفاطمية تحت الاعتقال في القصر، وفي وقت لاحق في قلعة القاهرة، حيث عاشوا بقية أيامهم مفصولين عن العالم وعن بعضهم البعض في حالة مزرية، ولم يُسمح لهم بالزواج أو لأطفالهم في الخروج، لإنهاء المطالبة بالشرعية الفاطمية في المستقبل.
لم ينجُ من الأحداث سوى جزء ضئيل من القوات الأفريقية السوداء، حيث فروا جنوبًا إلى صعيد مصر. كلف صلاح الدين عمه شهاب الدين الحريمي بملاحقتهم وقتلهم. وعلى مدار الأشهر التالية، واصل صلاح الدين التخلص التدريجي من وحدات الجيش الفاطمي، مما أثار المزيد من المقاومة. ثارت القوات الفاطمية في قوص بقيادة قائدها عباس بن شاذي، وعلى الرغم من هزيمتهم بسرعة، إلا أن مناطق أخرى من صعيد مصر ظلت في حالة اضطراب بسبب اضطراب البدو ووجود جنود أفارقة سود هاربين.
ربما تم الاحتفاظ ببعض القوات الأفريقية السوداء والأرمنية على الأقل في الخدمة، أو تُركت دون مضايقة في القاهرة أو بالقرب منها، كما ورد ذكرهم خلال المؤامرة الفاطمية الفاشلة عام 1174 م، عندما كان المتآمرون يأملون في استخدامها للاستيلاء على القاهرة أثناء غياب صلاح الدين. بعد اكتشاف الأمر وإعدام قادته، تم نفي هذه القوات إلى صعيد مصر. وهناك انضموا قريبًا إلى انتفاضة حاكم أسوان كنز الدولة، الذي سار إلى القاهرة بقصد إعادة الفاطميين. هُزم المتمردون في أيلول 1174 على يد العادل (شقيق صلاح الدين). وكما هو الحال مع مؤامرة مؤتمن، أبدى يعقوب ليف شكوكه في صحة التفاصيل المذكورة، إذ إن الرواية التقليدية للمؤامرة تستند أساسًا إلى رسالة للقاضي الفضل. وتكرر الرسالة فكرة التواطؤ مع الصليبيين، وهو ما لا نجده في الرواية المعاصرة الرئيسة الأخرى للأحداث، وهي رواية عماد الدين الأصفهاني، مما يزيد من احتمالية تلفيقها. علاوةً على ذلك، يرى ليف أن نفي القوات المتمردة الموالية للفاطميين إلى منطقة مضطربة بالفعل مثل صعيد مصر أمر غير منطقي. ويشير ليف إلى أن الأمر مثّل تطهيرًا لـ"أشخاص أبرياء لم يكونوا في وضع يسمح لهم بتعريض حكم صلاح الدين للخطر"، لكنهم كانوا "ضحايا تنافسات قديمة داخل النخبة المدنية"، وأن صلاح الدين قد تم التلاعب به فعليًا ليأمر بقتلهم.

## التقييم في التأريخ
فسّر علماء العصر الحديث معركة السود تفسيرات مختلفة. ففي سيرة صلاح الدين الأيوبي التي كتبها أندرو إس. إهرينكروتز عام 1972 م، استخدم الأحداث لتسليط الضوء على تصويره للسلطان الأيوبي بأنه "مُحبٌّ للسلطة بلا رحمة" (على حد تعبير مايكل بريت). وأكد جيري إل. باخاراش أن معارضة الأفارقة السود لصلاح الدين لم تكن مدفوعةً بالولاء للسلالة الفاطمية، بل لأن جيش صلاح الدين كان يُمثل نظامًا عسكريًا مختلفًا، يعتمد حصريًا على سلاح الفرسان، ولم يشركهم فيه. وكما يُعلق باخاراش، فبعد تفكيك أفواج الأفارقة السود، "لم يعد إلى مصر سوى فوج مشاة دائم ذي رواتب مع العثمانيين عام 1517م/923 هـ ". 
أشار المؤرخ برنارد لويس وهو من محبي صلاح الدين إلى أنه على الرغم من أن الاشتباك لم يكن له دوافع عنصرية، بل سياسية، ولكن تناول مؤرخي صلاح الدين المسلمين السنة حمل دلالات عنصرية وطائفية، مؤكدًا على غطرسة وانعدام انضباط القوات الأفريقية السوداء، التي تورطت كثيرًا في المؤامرات السياسية في العقود الماضية، ونالت الآن جزاءها العادل. فعلى سبيل المثال، كتب عماد الدين أنه "كلما ثار [الأفارقة السود] على وزير، كانوا يقتلونه"، وأنهم "كانوا يعتقدون أن جميع الرجال البيض مجرد قطع من الدهون، وأن جميع الرجال الأفارقة السود مجرد جمر". كما يشير لويس إلى أنه بينما دُمجَت القوات البيضاء من الجيش الفاطمي في قوات صلاح الدين الأيوبي، لم يتم دمج القوات الأفريقية السوداء. حتى في سلطنة المماليك اللاحقة في القاهرة، كان الأفارقة السود يُستخدمون في الجيش كعبيد وضيعين فقط، وكانت سياسة الفصل الصارمة مع الجنود البيض مطبقة، ولكن هذا قد يكون كذلك بسبب أن المماليك كانوا جنودًا بيضًا.

## طالع أيضًا
- بوابة الدولة الفاطمية
- بوابة مصر